# キングラン
キングラン株式会社（英称:KINGRUN Co., Ltd.）は、医療施設の設備管理や外壁塗装事業などを営む企業。

## 沿革
- 1972年 - 7月、資本金500万円にて創立。9月、防炎加工処理・クリーニング工場を開設。資本金を1,000万円に増資。
- 1973年 - 「防炎ずきん」、病院用の「カーテン・メンテナンス・リース・システム」を開発、販売を開始。
- 1976年 - カーテン縫製部門を分離独立、株式会社ケージーを横浜市に設立。
- 1979年 - クリーニング工場、防炎加工処理、メンテナンス部門を分離独立、キングランメンテナンス株式会社を横浜市に設立。
- 1983年 - 「カーペット・メンテナンス・リース・システム」の販売を開始。
- 1984年 - キングラン本部株式会社を設立。全国フランチャイズシステムの展開を開始。
- 1986年 - 資本金を2,000万円に増資。
- 1987年 - 畳とカーペットのリバーシブル「畳氈(じょうたん)」を開発、販売を開始。
- 1989年 - 1,000坪の商品製造ライン集中工場を栃木県那須塩原市に竣工。
- 1990年 - キングランリース株式会社を設立。神奈川県地域担当部門を分離独立。
- 1991年 - 埼玉地域担当部門を分離独立、埼玉キングラン株式会社を大宮市に設立。「メンテナンス・リース・システム」を「メンタル・リース・システム」と変更。独自の商標として展開を開始。（現在のカーテン管理システム）
- 1992年 - 関東地域担当部門として前橋市に前橋営業所を設立。千葉・茨城県の地域担当部門として千葉営業所を設立。
- 1993年 - 三多摩地区の地域担当部門を分離独立、多摩キングラン株式会社を国分寺市に設立。千葉県の地域担当部門として千葉営業所を法人化、千葉キングラン株式会社を設立。茨城県の地域担当部門を分離独立し、茨城キングラン株式会社をつくば市に設立。
- 1994年 - 資本金を4,000万円に増資。寄居工場を埼玉県大里郡寄居に、つくば工場をつくば市にそれぞれ設置。
- 1995年 - 群馬・長野県の地域担当部門として前橋営業所を法人化、群馬キングラン株式会社とする。
- 1996年 - 新潟市に新潟営業所を設立。清掃と営繕を一体化した清繕業「クリーンペア」を発表。
- 1997年 - クリーンペア総本部株式会社を設立。クリーンペア・フランチャイズシステムの全国展開を開始。株式会社スペースメンテナンスケージー名称改め東京クリーンペア株式会社とし、クリーンペア事業の関東・甲信越地域を統括。超薄型発熱フィルム「Potec面発フィルムヒーター」販売開始。資本金を1億2,000万円に増資。
- 1998年 - 東京キングラン株式会社グループ合併統合、社名を「キングラン株式会社」に変更。関東・甲信越地域の子会社を支社・営業所に組み込む。資本金を1億4,500万円に増資。
- 1999年 - 高気密・高断熱が同時にできる、ノンフロン100倍現場発泡システム「アイシネン気密・断熱システム」の全国展開を開始。
- 2000年 - 長野県松本市に長野営業所を開設。大阪府大阪市にクリーンペア近畿株式会社を設立。
- 2001年 - クリーンペア総本部株式会社とキングラン本部株式会社が合併。社名を「ケイジー・シイピー本部株式会社」に変更し、資本金を1億2300万円に増資。キングラン株式会社とキングランメンテナンス株式会社を合併統合。東京クリーンペア株式会社名称を改めクリーンペア関東株式会社とし千葉に移転。クリーンペア近畿株式会社名称改めキングラン近畿株式会社とし、大阪府吹田市に移転。
- 2002年 - 東船橋に流通センターを設立。資本金を1億9000万円に増資。
- 2003年 - 戸田に北関東サービスセンター、横浜に南関東サービスセンター、千葉に東関東サービスセンターを設立。「カーテン・メンタル・リース・システム」でISO9001：2000取得。ケイジー・シイピー本部株式会社を吸収合併し、資本金を2億円に増資。関東・甲信越地域の担当会社としてキングラン メディケア株式会社を分割設立。北区堀船にケイジー・アクロス株式会社を設立。
- 2004年 - キングラン九州株式会社、クリーンペア九州株式会社と資本統合し、連結対象会社が6社となる。資本金を2億2000万円とする。
- 2005年 - KPF株式会社を設立、フィットネス事業に参入する。台湾キングラン株式会社を設立、台湾市場開拓を開始する。ヘルシーハウス事業本部を分離独立し、キングラン・ハウネスト株式会社を設立、健康住宅事業を強化。連結対象会社が9社となる。資本金を2億5500万円とする。
- 2006年 - 東京都千代田区神田須田町1-10に本社移転。上海キングラン株式会社を設立、中国市場開拓への足掛かりとする。
- 2007年 - フィットネス事業をキングラン株式会社に吸収。医療・福祉施設を対象とするリニューアル事業に参入。ケイジー・アクロス株式会社名称改めインジニアス株式会社とする。
- 2008年 - キングランコリア株式会社を設立、韓国市場開拓の足掛かりとする。
- 2009年 - 3月、キングラン・エムアイディー株式会社の資本金をキングランへ移行し、連結会社となる。
- 2010年 - キングラン・エムアイディー株式会社の名称を改め、キングラン関西株式会社とする。6月、資本金2,500万円でキングバン株式会社を設立。南青山にフィットネスサロン"KIYORA"を開設。
- 2011年 - 7月、資本金3,000万円でアモイズ・ケイ株式会社を設立。コスメティック事業への参入を開始する。
- 2012年 - 6月、リニューアル事業部を法人化、資本金4,000万円でキングランリニューアル株式会社を設立。9月、キングラン関西株式会社が兵庫県神戸市に神戸営業所を開設。10月、クリーンペア九州株式会社が食事業として、福岡県筑紫郡にこだわり卵直売所＆たまごCAFÉ「卵丹」をオープン。 12月、資本金を3億5百万円に増資。病院・医療福祉施設向けのカーテン循環型リサイクルシステム「KGリサイクルシステム」を発表。
- 2013年 -4月、キングラン関西株式会社が京都府京都市に京都営業所を開設。6月、キングランメディケア株式会社が群馬県太田市に北関東営業所を開設。
- 2014年 -4月、熊本県に資本金3,000万円でキングラン南国農園株式会社を設立。農業への参入を開始する。千代田区神田に北海道スープカレー店「米KURA（コメクラ）」をオープン。港区南青山に「KIYORA南青山整骨院」を開業。

## グループの事業
- カーテン管理システム
- 設備総合管理
- 清掃サービス
- 福祉車両の販売・メンテナンス
- 外壁塗装・リフォームサービス
- 断熱材「アイシネン気密・断熱システム」
- フィットネス事業
- 店舗運営（スープカレー「米KURA」・卵直売所「卵丹」）

## グループ会社一覧
地域本部
- キングラン北海道株式会社
- キングラントウホク株式会社
- キングランメディケア株式会社
- キングラン中部株式会社
- キングラン関西株式会社
- キングラン中四国株式会社
- キングラン九州株式会社

地区本部
- キングラン東海株式会社
- キングラン・アメニックス株式会社
- キングラン沖縄株式会社

関連子会社
- インジニアス株式会社
- クリーンペア九州株式会社
- キングラン・ハウネスト株式会社
- キングバン株式会社
- キングランリニューアル株式会社
- キングラン南国農園株式会社

関連会社
- 敬高朗(上海)贸易有限公司
- 台灣金潤國際實業股份有限公司
- 킹런코리아 주식회사